# 袋町 (新宿区)
袋町（ふくろまち）は、東京都新宿区の町名。「丁目」の設定のない単独町名である。住居表示未実施。

## 概要
新宿区の北東部に位置する。牛込地域に属し、牛込の名を冠して牛込袋町とも呼ばれる。町域北部は神楽坂に接する。東部は若宮町に接する。南部から南西部は、南町・中町・北町にそれぞれ接する。西部は、岩戸町に接する。町域内は主に住宅地として利用される。

## 歴史
牛込台地上にあり見晴らしがよかったことから、戦国時代には牛込氏がこの地一帯に牛込城を構えたが、後北条氏滅亡後廃城となった。
江戸時代には地蔵坂に牛込肴町に属する町屋があり、藁を売る店が多かったことから「藁店」（わらだな）と呼ばれた。また坂上は牛込北御徒町（現・北町）に入るところで御徒組の門に突き当たり、袋小路となっていたため袋町と呼ばれた。
1645年（正保2年）当地に光照寺が移転し、門前町が形成された。1765年（明和2年）光照寺の向かいに幕府天文方の司天台が移転してきたが、境内の林が観測に邪魔であったため、1782年（天明2年）には浅草に移転した。
江戸後期には藁店に藁店亭という寄席ができ、初代都々逸坊扇歌等が活動した。明治には和良店亭として色物席となったが、夏目漱石が足繁く通ったことで知られ、当地に馴染みがあったためか、『それから』では袋町を主人公長井代助の居住地としているほか、他作品にも度々登場させている。
現在の袋町は1869年（明治2年）に牛込袋町として成立した。1911年（明治44年）冠称を外し、その後町域を変更することなく現在に至る。

## 世帯数と人口
2025年（令和7年）3月1日現在（新宿区発表）の世帯数と人口は以下の通りである。
- 世帯数 : 438世帯
- 人口 : 847人

### 人口の変遷
国勢調査による人口の推移。
| 年                 | 人口 |
| ------------------ | ---- |
| 1995年（平成7年）  | 479  |
| 2000年（平成12年） | 600  |
| 2005年（平成17年） | 517  |
| 2010年（平成22年） | 650  |
| 2015年（平成27年） | 665  |
| 2020年（令和2年）  | 692  |

### 世帯数の変遷
国勢調査による世帯数の推移。
| 年                 | 世帯数 |
| ------------------ | ------ |
| 1995年（平成7年）  | 261    |
| 2000年（平成12年） | 340    |
| 2005年（平成17年） | 295    |
| 2010年（平成22年） | 359    |
| 2015年（平成27年） | 385    |
| 2020年（令和2年）  | 404    |

## 学区
区立小・中学校に通う場合、学区は以下の通りとなる（2018年8月時点）。
- 区域 : 全域
  - 小学校 : 新宿区立愛日小学校
  - 中学校 : 新宿区立牛込第三中学校

## 事業所
2021年（令和3年）現在の経済センサス調査による事業所数と従業員数は以下の通りである。
- 事業所数 : 38事業所
- 従業員数 : 143人

### 事業者数の変遷
経済センサスによる事業所数の推移。
| 年                 | 事業者数 |
| ------------------ | -------- |
| 2016年（平成28年） | 17       |
| 2021年（令和3年）  | 38       |

### 従業員数の変遷
経済センサスによる従業員数の推移。
| 年                 | 従業員数 |
| ------------------ | -------- |
| 2016年（平成28年） | 104      |
| 2021年（令和3年）  | 143      |

## 施設
- 光照寺

## その他

### 日本郵便
- 郵便番号 : 162-0828[3]（集配局 : 牛込郵便局[15]）。